# 京昆卧铺动车组列车
京昆卧铺动车组列车是中国铁路的一条列车运营路线，往来北京市及云南省昆明市，途经北京市、河北省、河南省、湖北省、湖南省、贵州省、云南省六省一市，全程2760公里。目前，每周五/六/日/一从北京西站及昆明南站各发出一趟列车，北京西站发车时间为20:22（D939次），昆明南站发车时间为16:18（D940次）。

## 历史

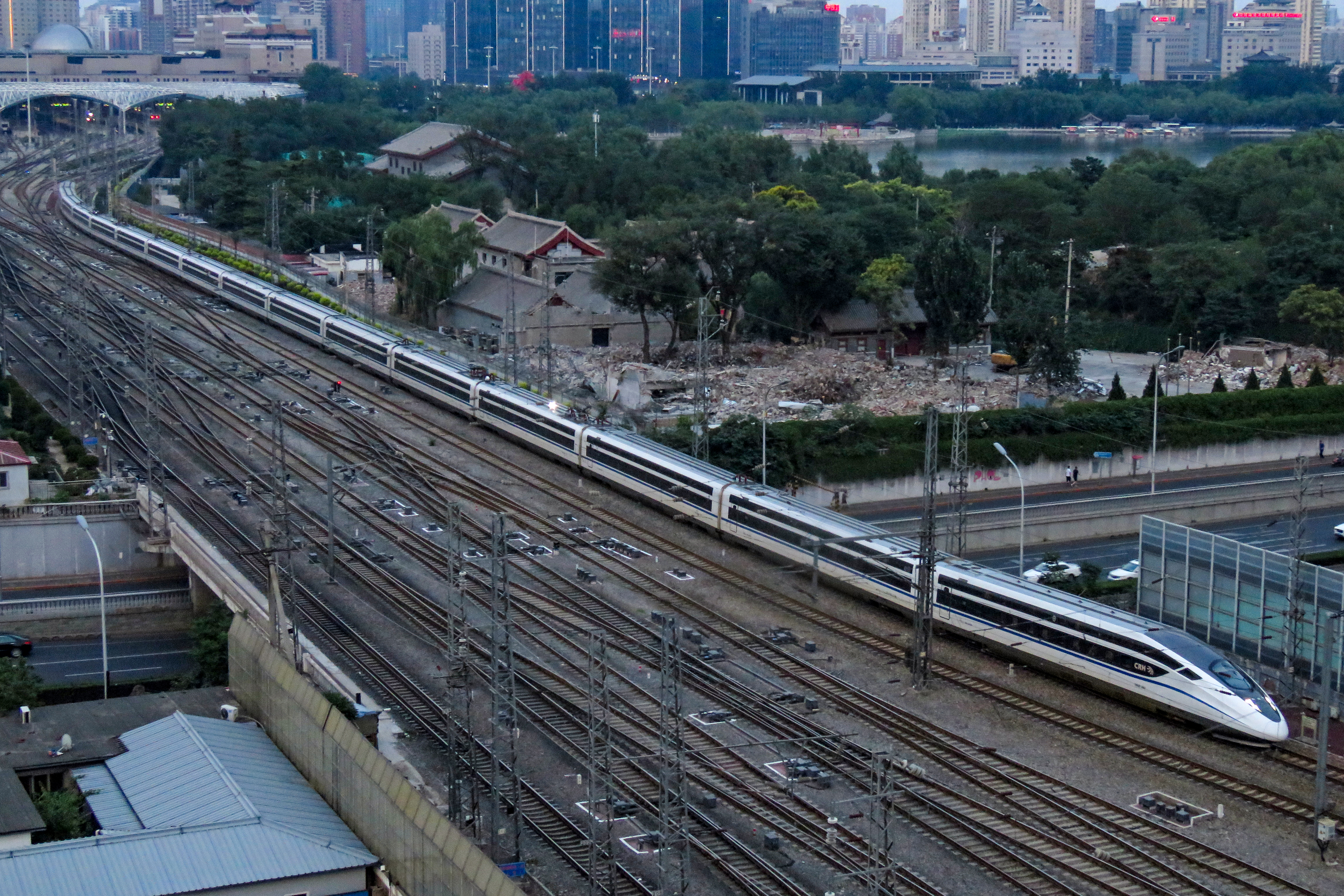
D939/930/940次列车曾使用CRH2E型纵向卧铺动车组（2019年6月摄）

2016年5月20日起，北京西至贵阳北的D939次卧铺动车组列车开始开行，返程D940次自2016年5月21日起开行。
2017年1月5日起，因沪昆高铁全线通车后中国铁路调整运行图，北京西~贵阳北D939/40次延长至昆明南。
2019年1月5日至2021年10月，D939/930/940次列车曾使用CRH2E型纵向卧铺动车组，2021年10月11日与D903/904次列车对调车底，重新开始使用初代CRH2E。
2025年7月1日，全国铁路调图，D930/940次列车车次调整为D940次。